# Crisòbul

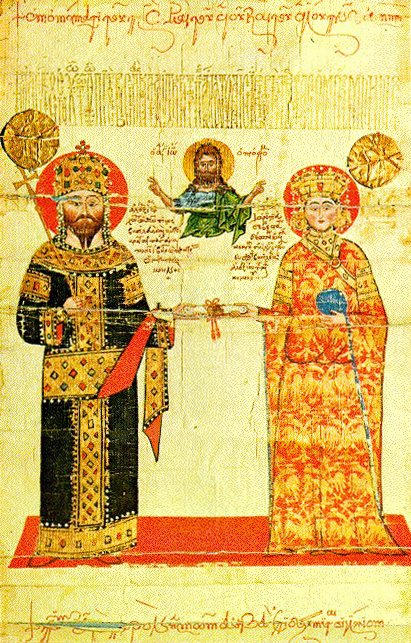
Aleix III de Trebisonda i la seva esposa Teodora representats rebent un crisòbul sota la imatge de Crist (segona meitat del).

Un crisòbul (en llatí: bulla aurea i en grec: Κρυσοβυλλὸς, krissovil·lós, és a dir, 'segell d'or'), és un tipus particular de document oficial utilitzat per la cancelleria imperial de Constantinoble i adoptat posteriorment en l'edat mitjana per les corts d'Occident amb el nom de butlla d'or.
Aquest terme deriva del grec antic χρυσος (khrissos), és a dir, 'or', i del llatí bulla, que significa 'objecte rodó', en referència al segell estampat en la part inferior dels documents oficials. Per extensió, el terme va arribar a usar-se per a designar el document sencer. Per indicar la particular importància de l'edicte, el segell tenia la característica de ser d'or.
Entre els documents més importants d'aquest tipus publicats a l'Imperi Romà d'Orient, es troben:
- Crisòbul de 885 de l'emperador Basili I, sobre la concessió d'autonomia al mont Atos.
- Crisòbul del 1082 de l'emperador Aleix I Comnè, sobre els drets comercials de la República de Venècia, a l'Orient.
- Crisòbul de 1126 de l'emperador Joan II Comnè sobre els drets comercials venecians.

## Ús a Occident

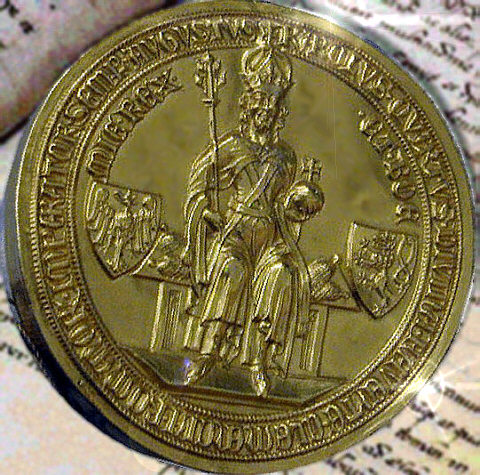
Butlla d'or de 1356 emanada de l'emperador del Sacre Imperi Germànic Carles IV.

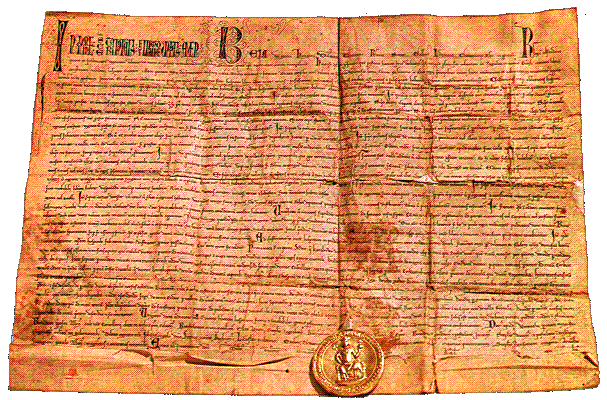
Butlla d'or de 1242 de Béla IV als habitants de Zagreb

Des de la tradició romana d'Orient, la utilització de la Bulla Aurea es va estendre a l'edat mitjana a l'Europa occidental amb les butlles papals, les butlles imperials i les emeses per altres sobirans occidentals.
Entre els documents més importants emesos a Occident, es troben:
- Butlla d'or de 1136, del Papa Innocenci II, o Butlla de Gniezn.
- Bulla Aurea de Sicília de 1212 de l'emperador Frederic II.[2]
- Bulla Aurea de 1213 de l'emperador Frederic II.
- Bulla Aurea de 1214 de l'emperador Frederic II.
- Bulla Aurea de 1222 del rei Andreu II d'Hongria.
- Butlla d'or de 1224 (La Diploma Andreanum o Goldenen Freibrief) de 1224 del rei Andreu II d'Hongria.
- Bulla Aurea de Rímini de 1226
- Butlla d'or de 1242.[3]
- Bulla Aurea de 1267
- Bulla Aurea de 1348 del rei Carles I de Bohèmia.
- Bulla Aurea de 1356 de l'emperador Carles IV del Sacre Imperi Romà, promulgada a la Dieta de Nuremberg i que és potser la butlla d'or més coneguda.[4]
- Bulla Aurea de 1702 de l'emperador Leopold I .